# Josep Salvador i Collado
Josep Salvador i Collado   (Barcelona, 3 de novembre de 1924 - Barcelona, 13 de febrer de 2013) fou pintor i escenògraf, cofundador amb el seu germà Joan del taller d'escenografia Germans Salvador l'any 1949).

## Biografia
Fill de Pasqual Salvador i Ventura (Barcelona), capatàs del port de Barcelona que va regentar un restaurant i una barberia al Paral·lel, i de Consolación Collado (La Pobla d'Arenós), mestressa de casa que va donar llum a set fills, els quals van sobreviure tres, en Josep fou el més petit.
Cap a l'any 1939 i a l'edat de 14 anys va començar a treballar fent d'aprenenent en els tallers d'escenografia de Valera Zabala, Miquel Campsaulines i Rafel García.
Va estudiar l'especialitat d'escenografia a l'Institut del Teatre durant els anys 1940-1943, tenint com a professors: Josep Mestres i Cabanes i Artur Carbonell i Carbonell.
Un cop acabat els estudis va treballar amb Josep Castells, Amadeu Asensi, Joan Morales, Joaquím Bartolí i Frederic Talens, tots ells fidels components de l'Escola Catalana d'Escenografia.
L'estil escenogràfic es pot considerar hereu de l'Escola Catalana d'Escenografia que es caracteritza per un treball de perspectiva acurat i una gran riquesa de l'ús del color.
Acabada la Guerra Civil Espanyola (1936-1939), el seu germà Joan, que va marxar com voluntari a defensar la República, va poder tornar a reunir-se amb el seu germà i, després de treballar junts durant 7 anys més, van decidir obrir el seu propi taller al què van registrar amb el nom de Germans Salvador, atenent les necessitats de grups de teatre amateurs, confeccionant decorats personalitzats sota comanda i després posant-los en lloguer. Va ser gràcies a la creativitat i varietat d'estoc (més de 3.000 peces) que l'empresa va començar a créixer exponencialment arribant a dissenyar i produir escenografies completes per diferents gèneres, com la Sarsuela, els Pastorets, l'Òpera i multitud d'obres de teatre dels diferents grups teatrals de tota Catalunya.
Al 1983 s'incorporen nous membres de la família Salvador al taller, alhora que en Joan es retira professionalment. Etapa amb noves col·laboracions amb TVE, TV3 i Canal Sur. L'any 1989 es bifurquen els interessos empresarials i al 1992, en Josep obre el seu propi taller a uns baixos de la Ronda de Sant Pau, el mateix any que els concedeixen la Medalla d'Argent al Mèrit en les Belles Arts del Ministeri de Cultura d'Espanya.
El seu llegat patrimonial es troba repartit al CDMAE, Centre de Documentació / Museu d'Arts Escèniques de Barcelona, el Museu Nacional de les Arts Escèniques de Almagro a Ciudad Real i part del servei de lloguer dels seus decorats pintats es segueix realitzant en mans d'una empresa de serveis de l'espectable de Barcelona.

## Premis i distincions
- 1979: "Premi Aplaudiment FAD (Foment de les Arts Decoratives) per la seva tasca en la tradició de l'escenografia catalana.
- 1991: Nomenat a la premsa de Barcelona "Persona-Tresor" de Ciutat Vella per Promoció Cultural Ciutat Vella, S.A.
- 1992: Homenatge de l'Ajuntament de Barcelona, lliurat al Mercat de les Flors.
- 1992: Concessió de la "Medalla d'Argent al Mèrit en les Belles Arts" del Ministeri de Cultura d'Espanya.
- 1993: Premi Crítica Serra d'Or, per a la millor aportació al teatre.